# Jägerhölzle
Das Jägerhölzle ist ein Naturschutzgebiet bei Rudersberg im Rems-Murr-Kreis. Es dient in erster Linie der Erhaltung von im Keuperbergland seltenen, artenreichen Pflanzengesellschaften. Das Areal wurde mit Verordnung des Regierungspräsidiums Stuttgart vom 26. Juni 1975 unter Schutz gestellt und mit Verordnung vom 1. Dezember 1983 auf die heutige Größe erweitert.

## Geografie und Nutzungsgeschichte
Das Jägerhölzle befindet sich auf einem Bergsporn der Randstufe des Welzheimer Waldes, der gegen das Wieslauftal abfällt. Etwa 500 Meter westlich liegt der Rudersberger Ortsteil Zumhof, Rudersberg selbst ist 2,5 km ebenfalls in westlicher Richtung entfernt. Geschützt ist eine Fläche von 2,7 Hektar, die sich auf 420–460 m ü. NHN Höhe erstreckt. Das Areal gehört zum Naturraum Schurwald und Welzheimer Wald. Die wenig befahrene Verbindungsstraße Zumhof–Edelmannshof berührt das Naturschutzgebiet, auch der Hauptwanderweg 10 des Schwäbischen Albvereins führt am Jägerhölzle vorbei.
Den geologischen Untergrund bestimmt der Stubensandstein mit mergeligen Zwischenschichten, die schwere, tonige und wechselfeuchte Böden ausbilden. Der dadurch unausgeglichene Wasserhaushalt des Bodens begünstigte die Ansiedlung des Rohr-Pfeifengrases, mit dem bis in die 1950er Jahre Weinbauern ihre Rebstöcke abbanden. Abgegrabenen Keupermergel nutzte man als Dünger in den Weinbergen, durch die zurückgelassenen Gruben ist das Areal heute stark strukturiert. Das Gebiet wurde außerdem mit Schafen beweidet, wovon einzelne Wacholderbüsche zeugen.

## Flora
Das Naturschutzgebiet präsentiert sich im mittleren Hangbereich der mergeligen Böden als lichter, schwachwüchsiger Kiefernwald mit Pfeifengrasbeständen und grenzt sich dadurch sehr sichtbar vom angrenzenden Mischwald ab. Das Areal bietet zahlreichen seltenen Pflanzen gute Lebensbedingungen. So wachsen hier Frühlings-Enzian, Fransen-Enzian, Deutscher Enzian sowie verschiedene Orchideen. Im oberen, trockeneren Hangbereich finden sich auf sandigem Stubensandsteinuntergrund Heidekraut, Flügel-Ginster, Borstgras und Berg-Platterbse.

## Pflegemaßnahmen
Ohne Pflege gingen Charakter und Artenreichtum des Schutzgebietes rasch verloren. Deswegen beseitigen der Albverein und der Pflegetrupp des Regierungspräsidiums regelmäßig aufkommendes Gehölz und mähen das Pfeifengras.